# 亞士蘭 (威斯康辛州)

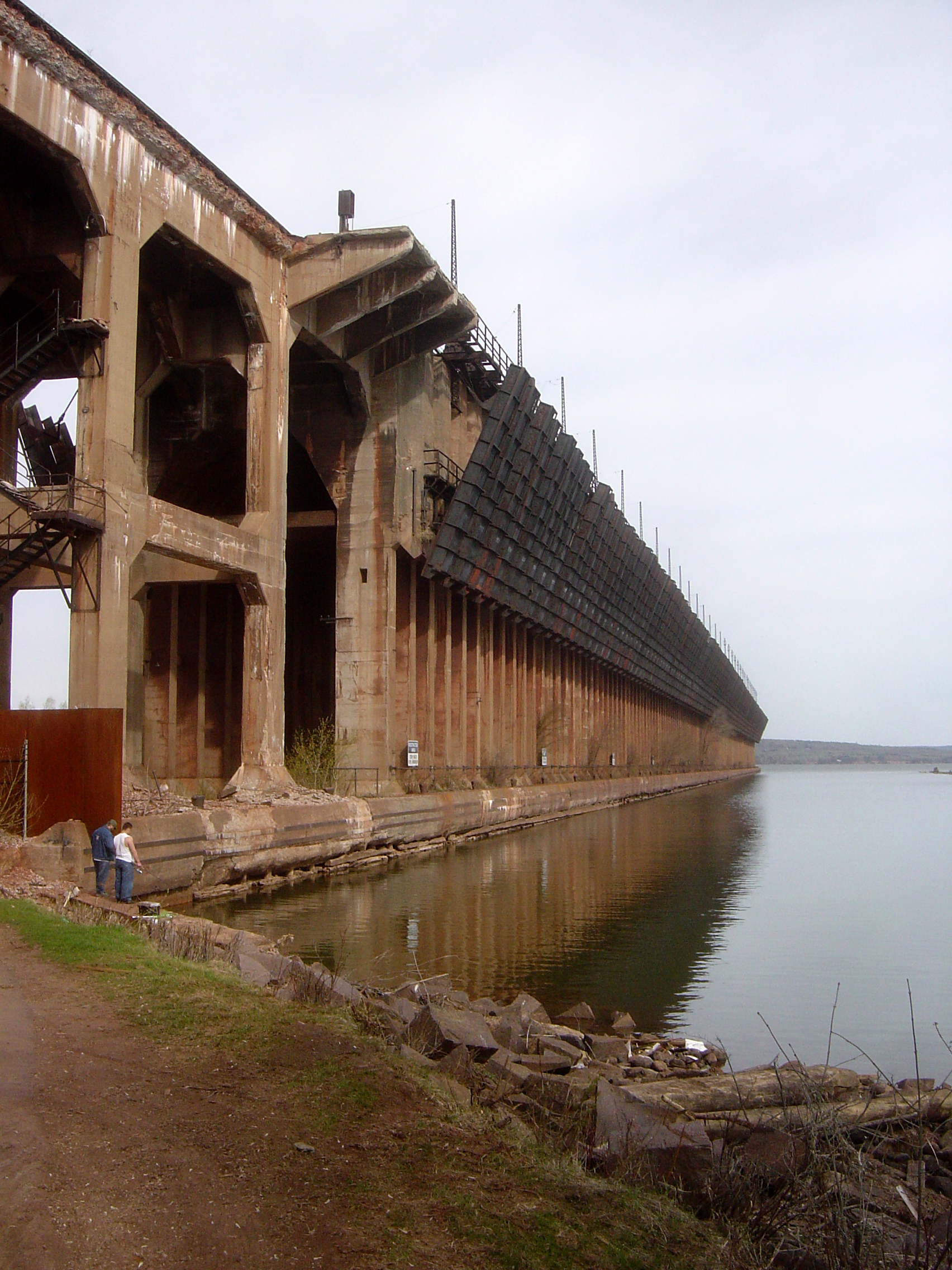
The remains of the massive Soo Line ore dock

亞士蘭（英語：Ashland）是美国威斯康辛州跨越亞士蘭縣及貝菲縣的一座城市。亞士蘭是蘇必略湖的一個港口，位於謝瓦梅根灣的最內側。2010年人口調查計有8,216人，全部分佈於亞士蘭縣境內。事實上城市面積的99.943%位於亞士蘭縣，僅有西南端一小塊土地位於貝菲縣境內，而為該縣的葉林鎮所包圍。
亞士蘭座落於美國國道2號與威斯康辛州州道13號的交會處，是北地學院與席格歐爾森環境研究所的所在地。

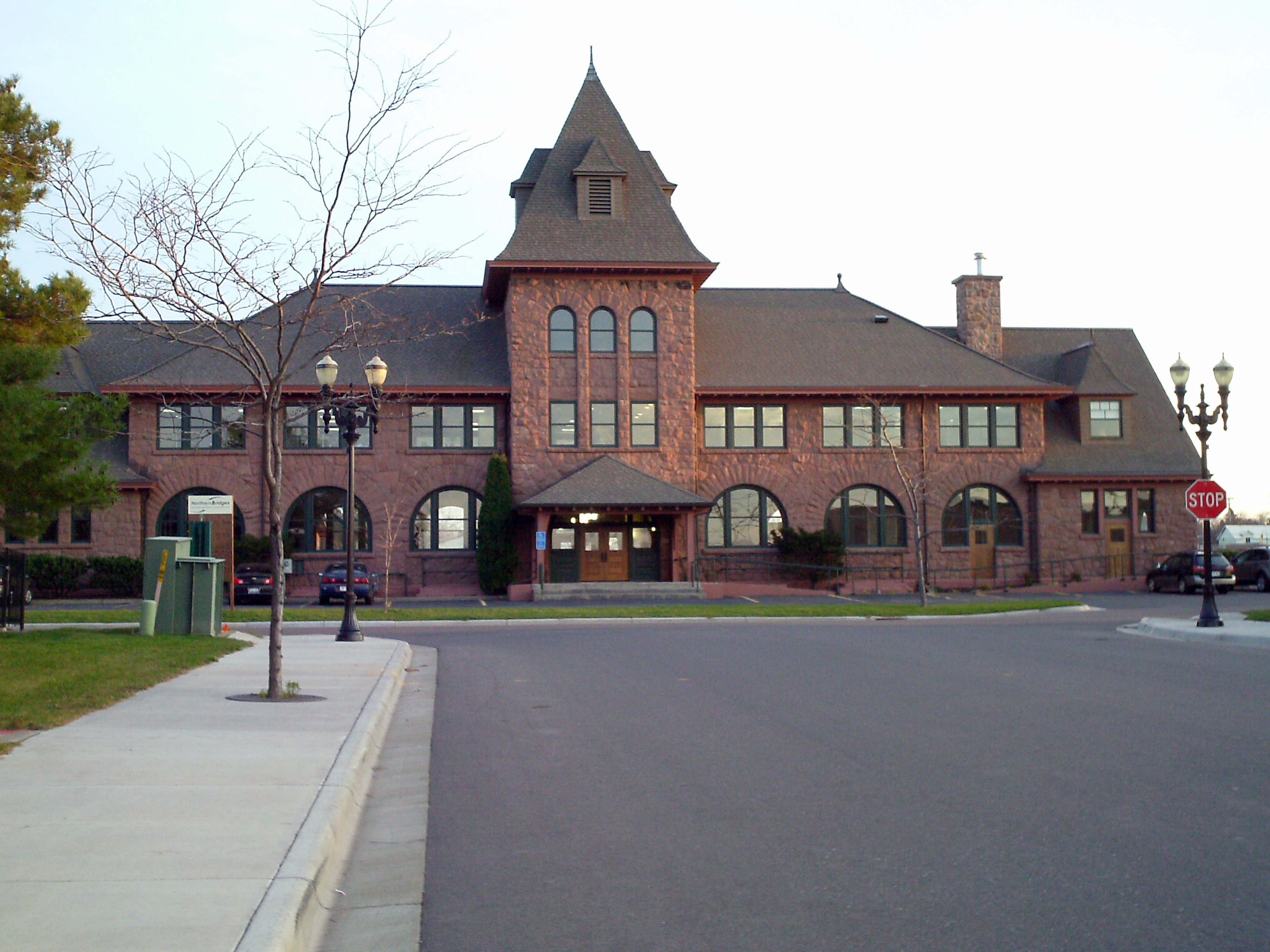
The Soo Line Depot